# Tastils
|  | Per a altres significats, vegeu «tastil». |

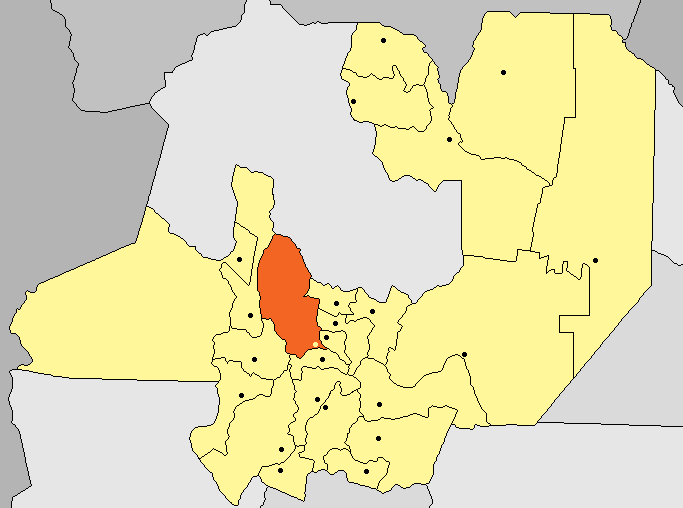
Departament Rosario de Lerma (Argentina)

El poble tastil és un poble indígena de l'Argentina establert al municipi de Campo Quijano, Departament Rosario de Lerma de la província de Salta.
L'àrea que habita el poble tastil correspon a la Quebrada del Toro, per la qual corre el riu Toro (del quítxua turu: fang), la Ruta Nacional 51 i el Tren a las Nubes. En aquesta zona es troben les petites localitats del Alisal, El Mollar, Governador Manuel Solà, Ingeniero Maury, el Alfarcito, San Bernardo de las Zorras, El Gólgota, Chorrillos, El Rosario, Santa Rosa de Tastil, Las Cuevas, Capillas, El Toro, Pascha, totes les quals tenen població tastil. En total hi ha deu comunitats rurals que afirmen descendir dels antics habitants tastils. La majoria d'elles es troben a la Quebrada del Toro i van començar a organitzar-se l'any 2000 restablint la seva identitat cultural diferenciant-la del poble kolla. La comunitat amb més població (unes 80 famílies) és Los Alisos compta amb un Consell de curacas (caps de família) i va rebre personalitat jurídica el 2003. Es va reconèixer com a descendent de la cultura tastil el 2006.
La majoria dels seus membres són camperols dedicats a l'agricultura per al seu propi consum i al pasturatge de cabres, ovelles i bovins, però altres s'ocupen de realitzar artesanies per a la venda a turistes. Gran part dels joves emigren a la ciutat de Salta, de manera que la població és majorment d'edats extremes. En general no són amos de les terres que treballen.

## Restabliment de la identitat cultural tastil
Les comunitats disperses van començar a interrelacionar entre si quan a finals del segle XX es va desenvolupar en la Quebrada del Toro el Programa Social Agropecuari del Govern nacional. Aquest programa va reunir representants de les comunitats indígenes en la Trobada zonal de representants de comunitats de la Quebrada del Toro, que va generar una relació entre les comunitats.
Les reunions van continuar a El Alfarcito fins que el Consell Indígena del Poble Tastil va ser formalment constituït el 2007. Cadascuna de les comunitats envia un delegat al Consell, la seu es troba a Governador Manuel Solà, en on es troba la Comunitat Aborigen Quebrada del Toro. El poble tastil ha estat reconegut per l'Institut Nacional d'Assumptes Indígenes (INAI) el 2.008, però el 3 de desembre de 2010 no havia estat encara reconegut com a poble separat dels kolla per l'Institut Provincial de Pobles Indígenes de Salta (IPPIS).
En el cens 2001 i l'Enquesta Complementària de Pobles Indígenes 2004-2005 el poble Tastil va ser inclòs dins el poble kolla.